# José Luis Rugamas
José Luis Rugamas Portillo (n. 5 de junio de 1953) es un exfutbolista salvadoreño. Fue parte de los equipos Club Deportivo Atlético Marte y Club Deportivo FAS de la Primera División de El Salvador. Como seleccionado nacional, asistió a la Copa Mundial de España 1982, participando en los juegos frente a Hungría y Argentina. En total, intervino en 16 partidos de fase clasificatoria para un mundial de fútbol. 
En los partidos de clasificación de El Salvador para la Copa Mundial de Sudádrica 2010, fue asistente del técnico Carlos de los Cobos y, tras la renuncia del entrenador mexicano en diciembre de 2009, asumió la dirección del seleccionado salvadoreño de manera interina. Bajo su dirección, el conjunto cuscatleco logró la clasificación a la Copa de Oro 2011 durante la Copa Centroamericana de ese año, torneo en el que terminó en cuarto lugar. Terminó su cargo el 6 de abril de ese mismo año, cuando fue relevado por el uruguayo Rubén Israel. 
Actualmente es director deportivo del Diriangén FC de la primera división de Nicaragua.

## Participaciones en Copas del Mundo
| Mundial                        | Sede   | Resultado    |
| ------------------------------ | ------ | ------------ |
| Copa Mundial de fútbol de 1982 | España | Primera fase |

## Clubes
| Club                               | País        | Temporada(s) |
| ---------------------------------- | ----------- | ------------ |
| Club Deportivo Atlético Marte B    | El Salvador | 1970-1973    |
| Club Deportivo Atlético Marte      | El Salvador | 1973-1974    |
| CD Platense Municipal Zacatecoluca | El Salvador | 1974-1975    |
| Club Deportivo Atlético Marte      | El Salvador | 1974-1983    |
| Club Deportivo FAS                 | El Salvador | 1983-1985    |
| Club Social y Deportivo Municipal  | Guatemala   | 1984-1986    |
| San Pedro Seadogs                  | Belice      | 1986-1988    |
| CESSA (†)                          | El Salvador | 1988-1989    |
| Cojutepeque FC                     | El Salvador | 1989         |

(†) Club desaparecido.